# Мерелбеке
Мерелбеке (на нидерландски: Merelbeke) е селище в Северна Белгия, окръг Гент на провинция Източна Фландрия. Населението му е около 22 400 души (2006).